# Nazarcea, Constanța
Nazarcea (în trecut Galeșu, în turcă Nazarça) este un sat în comuna Poarta Albă din județul Constanța, Dobrogea, România. La recensământul din 2002 avea o populație de 484 locuitori.